# Distrito de Jesús (Lauricocha)
El distrito de Jesús  es uno de los siete que conforman la provincia de Lauricocha en el departamento de Huánuco en el Perú.
Desde el punto de vista jerárquico de la Iglesia católica forma parte de la diócesis de Huánuco, sufragánea de la arquidiócesis de Huancayo.

## Historia
La provincia fue creada mediante ley N.º 26458 del 31 de mayo de 1995

## Geografía
Abarca una superficie de 449,9 km². Limita por el este con la provincia de Huánuco, por el sureste con el distrito de San Miguel de Cauri, por el suroeste con el departamento de Lima, por el noroeste con los distritos de Queropalca y Baños y por el norte con el distrito de Jivia.

## Capital
Su capital es la ciudad de Jesús, capital de la provincia de Lauricocha a 3 485 m s. n. m. con 576 viviendas.

## División administrativa
El distrito tiene una población total de 6 233 habitantes y 2 655 viviendas.

### Centros poblados
- Urbanos
  - Jesús a 3 485 m s. n. m. con 576 viviendas.
  - Paracsha a 3 797 m s. n. m. con 250 viviendas.
  - La Merced a 3 507 m s. n. m. conn 145 viviendas.
- Rurales
  - San José de Ticra a 3 558 m s. n. m. con 60 viviendas.
  - Tupac Amaru a 3 961 m s. n. m. con 57 viviendas.
  - Quisuarcancha a 4 468 m s. n. m. con 54 viviendas.
  - Caran a 3 715 m s. n. m. con 51 viviendas.
  - Corian a 3 740 m s. n. m. con 40 viviendas.
- Población dispersa: 3 445 habitantes.

## Educación
El distrito cuenta con 6 colegios que atienden un total de 80 alumnos con 8 docentes.
- 32264 en Jesús con 36 alumnos y 2 docentes.
- 32585 en San Nicolás con 3 alumnos y 1 docente.
- 32793 en Quishuarcancha con 18 alumnos y 2 docentes.
- 32976 en Jesús con 10 alumnos y 1 docente.
- 33261 en Marayniyos con 6 alumnos y 1 docente.
- 33423 en Tambopata con 7 alumnos y 1 docente.

## Atractivos turísticos
Cabecera para excursiones a la cordillera de Huayhuash, con vista a los nevados ubicados en su jurisdicción: Yerupajá (compartido con el distrito de Queropalca), Siula Grande, etc.

### Sitios arqueológicos
- Chiquia, ubicado en la margen izquierda del río Lauricocha a 3 600 m s. n. m., con un área de 9 409.25 m² y un perímetro de 1 876.03 m. Está compuesto de 215 estructuras domésticas, torres o atalayas de forma cuadrada con una altura promedio de 7 m con ventanas verticales y techo en forma de archo andino o falsa bóveda. Sitio arqueológico declarado Patrimonio de la Nación mediante la Resolución Directoral N.º 952/INC.[3]

- Quinaj o Kenac, con un área 47 402.03 m² y un perímetro de 1 103.50 m, está compuesto de torres circulares de 5 m de altura. Sitio Arqueológico declarado Patrimonio Cultural de la Nación con Resolución Directoral N.º 952/INC del 20 de septiembre de 2001.

- Raucha, ubicado a 1.1 km (25 minutos caminando) de Jesús, sobre el espolón nor-oriental del cerro Chocorragra y al sur de la quebrada del mismo nombre. Con un Área funeraria de 213 903.40 m² y perímetro de 631.69 m, con una muralla de 80 cm de espesor y 2.5 m de altura.. Declarado Patrimonio Cultural de la Nación Resolución Directoral N.º 952/INC del 20 de septiembre de 2001.

- Ticra, ubicado al costado del pueblo de San José de Ticras, sobre la margen oriental del río Lauricocha, en las faldas del cerro Pitac Machay,  dividido en dos sectores por la quebrada Huelgueragra. Con un área 29 489.54 m² y perímetro de 1 125.92 m. Declarado Patrimonio Cultural de la Nación con Resolución Directoral N.º 952/INC del 20 de septiembre de 2001.

## Autoridades

### Municipales
- (2015-2018)
  - Alcalde: Napoleòn Rufo Carlos Huaman.
- (2011-2014)[4]
  - Alcalde: Romel Espinoza Ambrosio, del Movimiento Independiente Regional Luchemos por Huánuco.
  - Regidores: Pablo Espinoza Martínez (Luchemos por Huánuco), Milker Walter Mallqui Huacachino(Luchemos por Huánuco), Andrés Elisban Navarro Rivera (Luchemos por Huánuco), Maura Reyna Marchan Coz (Luchemos por Huánuco), Michell Beker Cornelio Cotrina (Luchemos por Huánuco), Eliazer Ramos Azucena (Hechos y No Palabras), Mario Ángel Ambrosio Espinoza (Auténtico Regional).[5]

### Policiales
- Comisario:  PNP.

### Religiosas
- Diócesis de Huánuco[6]
  - Obispo: Mons. Jaime Rodríguez Salazar, MCCJ.

## Festividades
- Enero 2: Fiesta Patronal.
- Mayo 31: Aniversario de la provincia.

## Galería
- Wikimedia Commons alberga una categoría multimedia sobre Distrito de Jesús.